# Уильям II де Бошан из Бедфорда
Уильям II де Бошан из Бедфорда (англ. William de Beauchamp of Bedford; умер в августе 1262) — английский землевладелец, феодальный барон Бедфорд и кастелян Бедфордского замка с 1257 года, сын Уильяма I де Бошана из Бедфорда от второго брака с Идой де Лонжеспе. Стал наследником благодаря ранней смерти двух старших братьев. Уильям стал бароном ещё при жизни отца, отрёкшегося от управления в его пользу, но через 5 лет был отравлен, не оставив детей, поэтому наследовал ему младший брат.

## Происхождение
Уильям происходил из рода Бошанов из Бедфордшира. Вероятно, что их родовое прозвание, Бошан (от фр. beau champ — «красивое поле»), произошло от названия владений предков в Нормандии. В латинских источниках представители Бошанов указывались с родовым прозванием «Белло-кампо» (de Bello campo) от латинского названия фамилии (лат. campus bellus). Джон Гораций Раунд предполагал, что Бошаны происходили из Кальвадоса.
Основателем рода был Гуго де Бошан, который перебрался в Англию после нормандского завоевания, получив обширные владения, в основном, в Бедфордшире, благодаря чему он стал феодальным бароном Бедфорда. Размер владений Гуго в Бедфордшире составлял около 160 гайд и он уже к 1086 году стал крупнейшим землевладельцем в графстве. Размер баронии составлял 45 рыцарских фьефов. Также под управлением Гуго оказался англосаксонский замок в Бедфорде, на месте которого позже была построена нормандская цитадель. Вероятно, что замок был ему пожалован Вильгельмом II Рыжим. Кроме того, Гуго де Бошан унаследовал должность шерифа.
Потомком Гуго был Уильям I де Бошан. Во время первой баронской войны он сражался на стороне мятежных баронов. В результате он в 1215 году лишился Бедфордского замка, а в 1217 году попал в плен в битве при Линкольне к регенту Англии Уильяму Маршалу. Но осенью того же года он был помилован и отпущен на свободу по условиям Ламбертского мира, а в 1224 году ему был возвращён и Бедфордский замок, хотя и с запретом возвращать разрушенные укрепления. Вторым браком женился на Иде де Лонжеспе, дочери Уильяма де Лонжеспе, 3-го графа Солсбери, породнившись с королевской семьёй, благодаря чему получал административные должности при королевском дворе. От двух браков у Уильяма родилось несколько сыновей и дочерей, однако единственный сын от первого брака и старший сын от второго брака умерли раньше отца, поэтому наследником всех владений Бошанов стал третий сын, Уильям II.

## Биография
О биографии Уильяма известно мало. Вероятно, он родился не ранее 1230 года, поскольку в 1251 году ему было передано поместье в Линчлалде в Бакингемшире. В том же году Уидьям вместе со старшим братом Симоном III отправился в паломничество в Сантьяго-де-Компостеллу. 
В 1256 году умер Симон III, оставивший только дочь, что сделало Уильяма наследником всех отцовских владений. В 1254 году он участвовал в военном походе в Гасконь, а в 1257 году — в Уэльс. В 1257 году отец Уильяма отказался в его пользу от баронии Бедфорд, однако после этого прожил всего 5 лет. Он умер в августе 1262 года, как сообщают, от яда. Детей у него не было, поэтому наследником владений Бошанов стал его младший брат Джон.
Жена Уильяма, Амиция, пережила мужа. В качестве вдовьей доли она в 1262 году получила поместье Белчем, а также доходы с ряда других поместий Бошанов. Расследование о её наследстве проводилось в 1277/1278 году.

## Брак
Жена: Амиция (умерла до 1277). Детей не было.